# 大西直宏
大西 直宏（おおにし なおひろ、1961年9月14日 - ）は、日本中央競馬会 (JRA) の元騎手。東京都葛飾区出身。2006年12月17日に現役騎手を引退した。

## 来歴
1980年3月1日中山競馬第6競走のダストシルバーで初騎乗（5着）。初勝利は同年3月23日の中山競馬第1競走のハイロータリーで挙げる。この年9勝（うち障害1勝）を挙げ、「民放競馬記者クラブ賞（最優秀新人賞）」を受賞する。
デビュー2年目の1981年には第1回ジャパンカップでゴールドスペンサーに騎乗、日本調教馬最先着（5着）した。
翌1982年には初勝利を挙げたハイロータリーでアラブ大賞典（秋）を制し初めての重賞勝利を挙げたものの、成績自体は伸び悩む。1987年の東京優駿（日本ダービー）ではサニースワローで22番人気ながら2着（優勝馬はメリーナイス）に入っているが、1991年は年間1勝に終わるなど、キャリア前半での目立った活躍はほとんどなく、マスメディアでは「忘れられた騎手」とまで報じられ、本人もデビュー以来所属する中尾銑治厩舎の仕事をしながら、調教師試験への準備を考え始めていたという。
もともと騎乗技術があった割に長い間騎乗馬に恵まれなかったのは、大西自身がシャイな性格で口数も少なく、競馬サークル内での営業活動（騎乗馬確保）・人間関係づくりが不得手であったことによる、と多くの競馬マスメディアの記事などで評伝されている。師匠である中尾も「あいつは腕はあるんだが、口下手で…」と、大西の寡黙さが影響しての成績低迷をしきりに惜しんでいた。
ところが、自厩舎に所属することになったサニーブライアンとの出会いが、大西の名を全国区に押し上げる。1997年の皐月賞を11番人気ながら逃げ切り、人馬共に初めてのGI制覇を飾る。これが大西にとってはこの年の2勝目で、しかも2勝ともサニーブライアンによるもので、なおかつ重賞勝利もアラブ大賞典（秋）以来の生涯通算2勝目（グレード重賞初勝利）という、GI勝利ジョッキーとしては稀なることとして話題となった。また、14年4か月ぶりの重賞勝利はJRAの新記録であった。次走の東京優駿でも同馬とのコンビで、6番人気と相変わらずの低評価ながらスタート直後に猛加速し先頭に立つと同時に一気にペースを落とすという騎乗で、最後まで一度も先頭を譲らない鮮やかな逃げ切りを見せ二冠を達成。レース後のインタビューにおいて皐月賞馬の割に低評価（低人気）だったことについて質問された際の「1番人気はいらないから1着だけ欲しい、と思っていました。」との言葉は、大西及びサニーブライアンを象徴する言葉として現在でも知られる。同馬はサニースワローの甥であり、馬主も厩舎も鞍上も同じなら、作戦まで同じ逃げということでも話題になった。
ダービージョッキーとなった事でその手腕が改めて評価される事となり、以降は騎乗回数も大幅に増え、それに比例して勝ち星も増えていった。新装オープンした新潟競馬の直線競馬競走の初勝利騎手としても名を残す一方、以降はローカル競馬を中心に渋い働きを見せ続けた。2002年に自己最高の45勝を挙げ、2004年はカルストンライトオに騎乗しスプリンターズステークスを優勝。同馬とのコンビでは、新潟競馬場の直線コースで行われるアイビスサマーダッシュも2度制している。
騎手晩年は『マイネル』の冠名で知られるラフィアンの所有馬に騎乗する事が多かった。2000年にマイネルコンバットでジャパンダートダービーを優勝し、日本における芝とダートのダービー相当競走を共に制覇した史上初の騎手となった他、マイネルセレクトでのシリウスステークス優勝（のちにJBCスプリントで2着となる）、マイネルアムンゼンでの新潟大賞典ならびにエプソムカップ優勝などがあげられる。
2006年12月6日に引退届を提出、同17日の中山開催で26年間の騎手生活から引退した。大西が引退した時点で美浦トレーニングセンターに所属する現役のダービージョッキーが皆無となる事態となり、この空白期間は2009年5月にロジユニヴァースで横山典弘が新たなダービージョッキーとなるまで約2年半に渡り続くこととなった。
引退後は、2008年11月まで競馬の専門学校ジャパンホースマンアカデミーで特別講師などを務めた。2009年からは国際馬事学校で講師兼任の学校長を務め、競馬情報会社ワールドで馬券戦略の情報指針役にも就任した。2012年2月からは美浦トレセン郊外にある育成牧場「NOレーシングステーブル」の経営にも着手した。

## おもな勝鞍
- ハイロータリー（1982年アラブ大賞典（秋））
- サニーブライアン（1997年皐月賞、日本ダービー）
- ルネッサンス（2000年ラジオたんぱ賞）
- マイネルコンバット（2000年ジャパンダートダービー）
- ミヤギロドリゴ（2001年福島記念）
- カルストンライトオ（2002年・2004年アイビスサマーダッシュ、2004年スプリンターズステークス）
- マイネルセレクト（2003年シリウスステークス）
- メイショウドメニカ（2003年福島記念）
- マイネルアムンゼン（2004年新潟大賞典、エプソムカップ）

## 現役時代のおもな記録
- 日本ダービーの連対率100% （サニースワロー2着・サニーブライアン1着で2戦2連対）
- 日本ダービーの複勝レコード（サニースワロー・複勝4680円）
- 重賞14年4か月ぶり勝利（ハイロータリー～サニーブライアン）
  - （これはグレード制導入前を含めた場合の記録である。導入後のみでは1996年の七夕賞と2010年のアイビスサマーダッシュに勝利した西田雄一郎が、14年と12日ぶり勝利という記録を有している）
- 1997年ソウル競馬場における、日韓交流騎手競走にて完全優勝
- 大井競馬場初騎乗で初地方GI勝利（ジャパンダートダービー）
- 第1回ジャパンカップにおいて、ゴールドスペンサーで日本馬最先着（5着）
- 開催初の新潟直線で勝利（2001年7月14日、第1R・3歳未勝利・芝1000m、セトブリッジ）
- 2002年アイビスサマーダッシュの3F〜4F目で、日本競馬史上最高速である9秒6のラップを刻む（カルストンライトオ）

## エピソード
- ダービー勝利後の翌年、1998年のダービー前日サンケイスポーツの取材に対して「もし今年の出走馬の中から騎乗馬を一頭選んで良いと言われたら、キングヘイローに乗りたいです。あの差し足は魅力」と話している（実際のレースでは、福永祐一の騎乗ミスにより、キングヘイローは逃げる形になり14着に惨敗）。
- G1勝利はマイネルコンバットのジャパンダートダービー以外は全て「逃げ切り」（2着になったサニースワロー（日本ダービー）・マイネルセレクト（JBCスプリント）も逃げ残りだった）によるものだが、基本的には「差し、追い込み」が得意な騎手であった。大西本人もダービー勝利後の「週刊Gallop」誌のインタビューで、「逃げているといつ捕まるかと心配で、心臓に悪いです」と答えている。また、距離の長短も問わない。
- 福島競馬場での“まくり一発”はローカル名物でもあった。仲の良い吉田豊は「サラブレ」誌のインタビューで、「福島の芝が荒れてきたら、もう大西さんの天下」と、その思い切った騎乗に賛辞を送っている。
- 鼻孔拡張テープを着用していた。
- 無頼漢な藤田伸二が、唯一頭が上がらなかったのが大西と言う。藤田の妻は、大西の仲人の娘であり、義兄弟的な付き合いがあったと藤田は「競馬番長のぶっちゃけ話」にて語っている。